# 南投慶興宮
南投慶興宮，位於台灣南投縣南投市的一座土地公廟，創建於清順治年間，迄今超過三百年歷史，為南投市年代最為久遠的土地公廟，亦為在地民眾的重要信仰中心之一。

## 簡介
南投慶興宮原本為土鑿角所造的小廟，高六尺、寬約八尺多、面積約3坪，方位坐西北朝東南。清順治年間建立，為南投市區歷史最為悠久的土地公廟。:61-62
民國八十八年（1999年）該廟於921大地震中倒塌，經信眾集資，於民國八十九年八月開始重建，並於次年民國九十年完成重建。
相傳清嘉慶皇帝遊台灣期間，曾到該廟參拜，因此才賜名為「慶興宮」，有「庇佑地方、繁榮興盛」之意，為全台少見的由皇帝賜名的土地公廟。

## 祭祀與活動
- 南投慶興宮於每年農曆2月2日「頭牙」（土地公生日），除信眾參拜外，廟方亦辦理「平安餐」活動，回饋在地鄉親。[1]

- 「平安餐」源自於「丁酒」。早期社區民眾家中添丁時，婦女準備雞酒、油飯來感謝神明，並與鄰居分享，即為「丁酒」。921大地震重創慶興宮，在當地民眾出錢出力之下，慶興宮完成重建，廟方感念大家，基於獨樂樂不如眾樂樂的精神，將「丁酒」文化擴大為「平安餐」活動，讓信眾們補身、保佑平安。[2][5]

## 外部連結
- 南投市慶興宮 （页面存档备份，存于）
- 慶興宮、武當宮 廟地解決 （页面存档备份，存于）